# Ram Ruhee
Ram Ruhee (ur. 12 października 1927 w Port Louis, zm. 21 października 2008), działacz sportowy Mauritiusa, członek honorowy Międzynarodowego Komitetu Olimpijskiego i Międzynarodowej Federacji Piłki Nożnej.
Był z wykształcenia nauczycielem i przez pewien czas pracował w wyuczonym zawodzie; potem był urzędnikiem departamentu ds. młodzieży w resorcie edukacji. Należał do wiodących postaci ruchu olimpijskiego na Mauritiusie; w 1971 uczestniczył w powołaniu narodowego komitetu olimpijskiego i do końca życia pełnił funkcję jego sekretarza generalnego. W 1988 został wybrany w skład Międzynarodowego Komitetu Olimpijskiego. Uczestniczył w pracach komisji solidarności olimpijskiej, komisji kultury, komisji koordynacyjnej igrzysk olimpijskich w Sydney  2000, komisji ds. udziału kobiet w sporcie oraz komisji sportu dla wszystkich. W 2007 przeszedł w stan spoczynku i otrzymał tytuł członka honorowego MKOl, a w czasie olimpiady w Pekinie w 2008 odznaczony został Orderem Olimpijskim.
Jako sportowiec Ruhee uprawiał m.in. siatkówkę, tenis stołowy, lekkoatletykę. Był trenerem wyścigów konnych, właścicielem stajni koni wyścigowych oraz wieloletnim komisarzem Klubu Wyścigów Konnych Mauritiusa. W 1948 założył pierwszoligowy klub piłkarski Cadets Club, w którym był najpierw kapitanem, potem menedżerem, sekretarzem sportowym i wreszcie prezesem. W latach 1963–1994 pełnił funkcję sekretarza generalnego Związku Piłkarskiego Mauritiusa, a po 1994 doradcy związku. Był działaczem Afrykańskiej Konfederacji Piłkarskiej – członkiem zarządu (1966-1998), przewodniczącym komisji technicznej, przewodniczącym komisji statutowej, przewodniczącym komisji mediów. Wiele funkcji pełnił też w federacji światowej FIFA, zasiadając w komitecie technicznym, zarządzie (1992-1998), komitecie ds. finansów, komisji ds. Pucharu Świata i komisji ds. narodowych związków piłkarskich; w latach 1994-1998 był wiceprzewodniczącym komisji protokolarnej FIFA. Federacja światowa nadała mu w 2000 tytuł członka honorowego.
Ruhee był również aktywistą młodzieżowym, szczebla krajowego i międzynarodowego, pełnił m.in. funkcję sekretarza Rady Młodzieży Brytyjskiej Wspólnoty Narodów.
Był żonaty, miał dwoje dzieci. Zmarł 21 października 2008 po długiej chorobie.